# Столяров, Кирилл Сергеевич
Кири́лл Сергеевич Столяро́в (28 января 1937, Москва — 11 октября 2012, там же) — актёр театра и кино, телеведущий. Член КПСС с 1971 года.

## Биография
Родился 28 января 1937 года в Москве в семье известного актёра Сергея Столярова.

Могила Сергея и Кирилла Столяровых на Ваганьковском кладбище Москвы.

Кирилл пошёл по стопам отца и поступил во ВГИК. Ещё во время учёбы Кирилл Столяров снялся в четырёх фильмах: «Сердце бьется вновь», «Повесть о первой любви», «Сверстницы», «Человек человеку». После окончания ВГИК были фильмы «Им было девятнадцать», «Жизнь сначала», «Последние залпы», «Спроси своё сердце», «Пётр Рябинкин».
С 1959 года Кирилл Столяров работал в Театре-студии киноактёра. Помимо работы в театре и кино много гастролировал с концертами, подготовил несколько сольных программ, в которых читал стихи С. А. Есенина. В 1972 году в фильме «А зори здесь тихие» сыграл своего отца. В конце 1980-х годов Столяров был назначен главным режиссёром Театра-студии киноактёра.
С 1991 года стал работать на телевидении, где в качестве автора и ведущего подготовил цикл передач «Актёры и судьбы» о выдающихся артистах отечественного кино, а также вёл рубрику «Минувшее» о лучших исторических фильмах, цикл программ «Андреевский флаг», приуроченный к 300-летию русского флота, программу «Новый иллюзион».
Являлся советником руководителя Федеральной службы телевидения и радио России, президентом культурно-просветительного фонда имени Сергея Столярова.
Умер поздним вечером 11 октября 2012 года. Похоронен в Москве на Ваганьковском кладбище рядом с отцом.

### Семья
- Отец — Сергей Дмитриевич Столяров (17 июля 1911 — 9 декабря 1969).
- Мать — Ольга Борисовна Константинова.
- Жена — Нина Феодосьевна Головина (27 июня 1936 — 2 февраля 2023).
  - Сын — Сергей Кириллович Столяров (2 июня 1962 — 7 февраля 2023)[1][3].
  - Дочь — Екатерина Кирилловна Столярова.

## Творчество

### Роли в театре
- «Иван Васильевич» М. А. Булгакова

### Фильмография
1. 1947 — Голубые дороги — ученик в классе
2. 1956 — Сердце бьётся вновь… — Павел Петрович Балашов, солдат
3. 1957— Повесть о первой любви — Митя Бородин
4. 1958 — Человек человеку — ведущий
5. 1959 — Сверстницы — Юрочка
6. 1960 — Им было девятнадцать — Анатолий Бесков
7. 1960 — Последние залпы — Иржи, чех
8. 1961 — Жизнь сначала — Коля Лебедев
9. 1964 — Секретарь обкома — Виталий Птушков
10. 1964 — Спроси своё сердце — Фёдор Коржавин
11. 1965 — Да здравствует Республика! — Саша (нет в титрах)
12. 1966 — Нет и да
13. 1967 — Таинственный монах — Рыжов
14. 1968 — Наш дом на земле
15. 1970 — Когда расходится туман — Геннадий Дьяконов, бакенщик, браконьер
16. 1970 — Морской характер — лейтенант, морской пехотинец
17. 1972 — А зори здесь тихие — Сергей Дмитриевич Столяров
18. 1972 — Пётр Рябинкин — лейтенант Черных, командир взвода Сибирской дивизии
19. 1976 — Голубой портрет — Валентин, отец Тани
20. 1976 — Обелиск — немецкий офицер
21. 1979 — Белая мазурка — Пётр Бардовский
22. 1980 — Корпус генерала Шубникова
23. 1980 — Линия жизни — Полынов
24. 1980 — Такие же, как мы
25. 1981 — Портрет жены художника — Николай Петрович
26. 1986 — Рысь возвращается — браконьер
27. 1991 — Кровь за кровь — Афанасьев
28. 1992 — Чёрный квадрат — Абрикосов